# Mark Hunter (sanger)
 For alternative betydninger, se Mark Hunter. (Se også artikler, som begynder med Mark Hunter)
Mark Hunter (født 26. maj 1977) er forsanger og sangskriver i det amerikanske heavy metal band Chimaira.